# Ealing Studios

Logo der Ealing Studios

Die Ealing Studios sind ein Filmstudio und eine Filmproduktionsgesellschaft im Londoner Stadtteil Ealing. Das Studiogelände wird seit mehr als 100 Jahren betrieben und wurde vor allem in den 1930er bis 1950er Jahren durch zahlreiche Filme bekannt, die heute zu den Klassikern des britischen Kinos gezählt werden. So wurden die von 1947 bis 1958 veröffentlichten Ealing-Komödien zu einem Inbegriff des britischen Humors.

## Geschichte der Studios

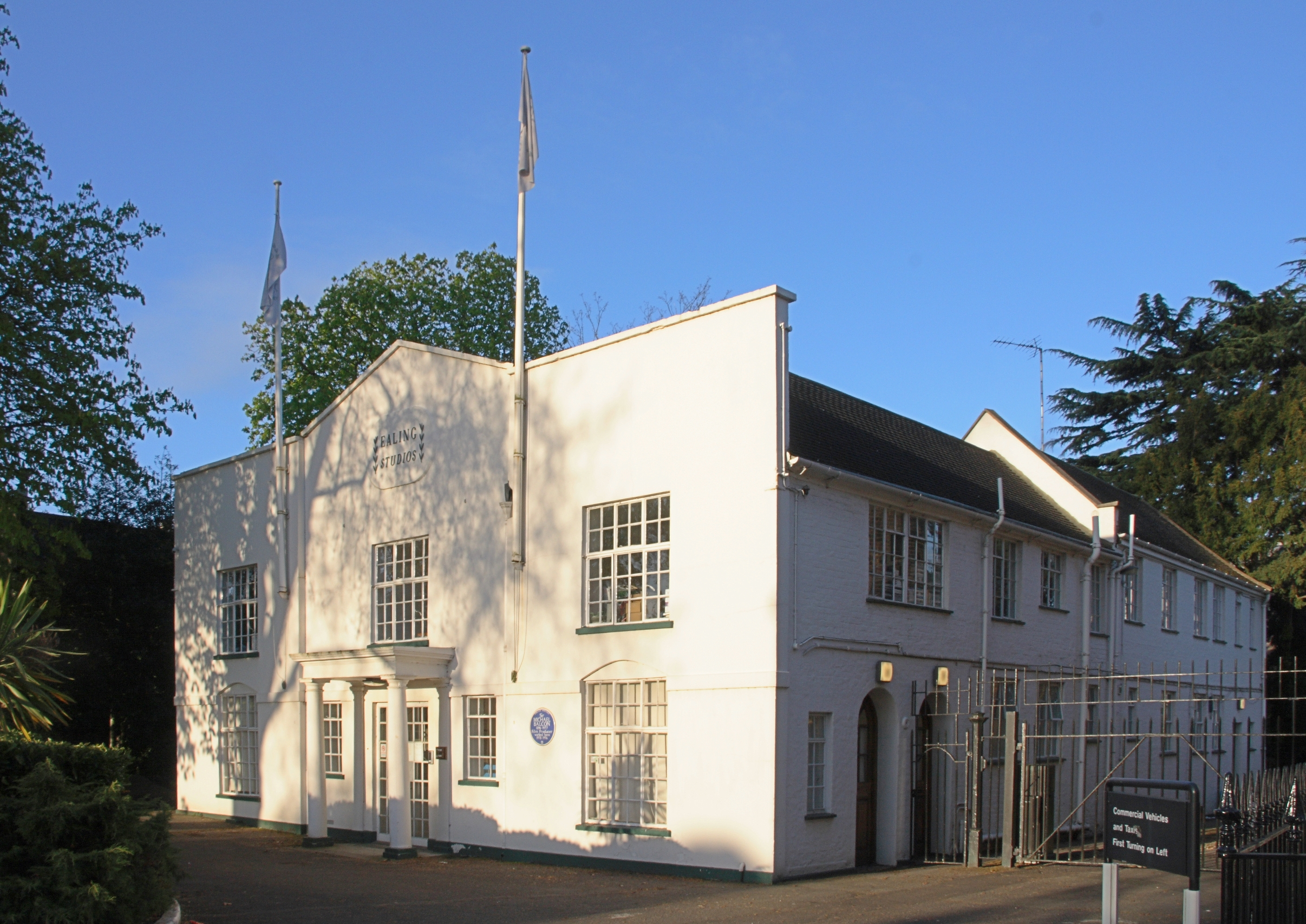
Die White Lodge der Ealing Studios

Die Geschichte der Ealing Studios geht zurück bis in das Jahr 1902, als der britische Filmpionier Will Barker die heutige White Lodge, ein Gebäude in Ealing Green, erwarb. Zwei Jahre später kaufte Barker ein weiteres Gebäude auf und begann auf dem Außengelände Dreharbeiten für die Filme seiner Autoscope Company durchzuführen. 1907 errichtete Barker das erste von insgesamt drei Ateliers, die mit ihren Glasdächern Filmaufnahmen unabhängig vom Wetter erlaubten. Mitte der 1910er Jahre zählte Barkers Studio zu den größten und wichtigsten im Vereinigten Königreich.
Als sich Barker 1918 aus dem Filmgeschäft zurückzog, wurde das Studiogelände von verschiedenen unabhängigen Produzenten genutzt. 1929 kaufte Basil Dean das Gelände auf und errichtete 1931 direkt neben den alten Studiogebäuden das erste eigens für den Tonfilm konzipierte Filmstudio in England. Seine Gesellschaft Associated Talking Pictures (ATP) produzierte in den 1930er Jahren rund 60 Filme und brachte Stars wie Gracie Fields und George Formby jr. hervor. Talente wie der Regisseur Carol Reed oder die Schauspielerinnen Margaret Lockwood und Madeleine Carroll wurden hier entdeckt.
1938 übergab Dean die Leitung von ATP an den erfolgreichen Produzenten Michael Balcon, der zuvor Gainsborough Pictures, Gaumont-British und die britische Tochter von MGM geleitet hatte. Der Führungswechsel war verbunden mit einer Umbenennung der Filmproduktionsfirma. War zuvor Ealing Studios Ltd. eine Tochtergesellschaft von ATP, so war Ealing nun nicht nur der Name des Studios, in dem gedreht wurde, sondern auch der Name des Unternehmens, das den Film produzierte.
Michael Balcon setzte bei Ealing das von Basil Dean geprägte Motto „The studio with the team spirit“ konsequent um. Balcon sammelte ein Team von Produzenten, Regisseuren und Drehbuchautoren um sich, die in den folgenden Jahren den Stil von Ealing prägen sollten. Nur sechs Regisseure waren für 60 % der zwischen 1938 und 1955 produzierten Filme verantwortlich: Basil Dearden, Charles Crichton, Charles Frend, Robert Hamer, Alexander Mackendrick und Harry Watt. Rund die Hälfte aller Drehbücher stammten von T. E. B. Clarke, Angus Macphail und John Dighton.
Während des Zweiten Weltkriegs setzte Balcon vor allem auf eine realistische Erzählweise, was sich auch in der Verpflichtung der Dokumentarfilmer Harry Watt und Alberto Cavalcanti ausdrückte. Ealing dokumentierte damit den gesellschaftlichen Wandel Anfang der 1940er Jahre, in dem Mitglieder der Mittel- und Unterschicht Verantwortung im militärischen wie auch im zivilen Leben übernahmen. Filme wie Nine Men von Harry Watt oder San Demetrio London von Charles Frend (beide 1943 veröffentlicht) zeigten einfache Soldaten im Einsatz, während Alberto Cavalcantis Went the Day Well? aus dem Jahr 1942 die Angst vor der Infiltration eines kleinen Dorfs durch deutsche Spione beschrieb. Daneben wurden aber auch mehrere Komödien mit Will Hay produziert, der von Gainsborough zu Ealing gewechselt war, vor allem The Ghost of St. Michael’s (1941) und My Learned Friend (1943).
Obwohl er sich noch 1943 gegen die Vormachtstellung der Rank Organisation in der britischen Filmindustrie ausgesprochen hatte, schloss Balcon 1944 einen Vertrag mit J. Arthur Rank über den Vertrieb von Ealings Filmen ab. Ealing verlor seine Eigenständigkeit, wurde aber von Rank eine weitgehende Autonomie gewährt.
Nach dem Krieg versuchte sich Ealing bewusst in den verschiedensten Filmgenres wie dem Horrorfilmklassiker Traum ohne Ende (1945), dem viktorianischen Drama Apotheker Sutton (1946) oder der Filmbiografie Scotts letzte Fahrt (1948). Der größte Erfolg wurde aber 1947 die Filmkomödie Die kleinen Detektive nach einem Drehbuch von T. E. B. Clarke. Es folgten 1949 drei Filme, die den Stil der Ealing-Komödie definierten. Blockade in London persiflierte die Situation im Nachkriegslondon und präsentierte Komödiendarsteller wie Stanley Holloway, Basil Radford und Margaret Rutherford. Alexander Mackendricks Freut euch des Lebens (Das Whisky-Schiff) spielte während des Zweiten Weltkriegs und basierte auf einem realen Ereignis vor der Hebrideninsel Eriskay. Beide Filme priesen den Teamgeist des kleinen Mannes gegen die Obrigkeit. Der dritte Erfolg von Ealing im Jahre 1949 war Robert Hamers schwarze Komödie Adel verpflichtet, in der Alec Guinness in gleich acht Rollen auftrat. Guinness agierte auch in den Ealing-Komödien Das Glück kam über Nacht, Der Mann im weißen Anzug (beide von 1951) und Ladykillers von 1955. Guinness erhielt eine Oscarnominierung für Das Glück kam über Nacht, Clarke gewann den Oscar für das beste Drehbuch.
Obwohl nur 17 der 58 Nachkriegsproduktionen Ealings-Komödien waren, prägten sie nachhaltig das Bild des Studios. Daneben entstanden Kriminalfilme wie Die blaue Lampe, der 1950 der erfolgreichste Film des Jahres war und dem Schauspieler Dirk Bogarde den Durchbruch brachte, und Kriegsfilme wie Der große Atlantik von 1952 oder Dünkirchen von 1958.
Wirtschaftliche Probleme zwangen Balcon dazu, 1955 das Studiogelände an die BBC zu verkaufen. Ealing produzierte unter eigenem Namen noch bis 1958 Filme in den MGM-Studios in Elstree und stellte dann endgültig den Betrieb ein. Der letzte Film aus den Studios, The Siege of Punchgut, erschien im August 1959 in den britischen Kinos. Die BBC nutzte die Studios in Ealing von 1956 bis 1992 für diverse Fernsehproduktionen. 1995 wurde Ealing von der National Film and Television School aufgekauft.
Im Jahr 2000 wurden die Ealing Studios als Filmproduktionsgesellschaft wiederbelebt. Die 2002 veröffentlichte Komödie Ernst sein ist alles war der erste Film seit 1959, der als eine Produktion der Ealing Studios präsentiert wurde. Mit Die Girls von St. Trinian (2007) gelang Ealing eine der erfolgreichsten unabhängigen Filmproduktionen im Vereinigten Königreich. Daneben wurde das Studiogelände von anderen Produktionsfirmen genutzt, unter anderem entstanden Notting Hill, Star Wars: Episode II – Angriff der Klonkrieger, Bridget Jones – Am Rande des Wahnsinns und Shaun of the Dead in Ealing.
Die Wirtschaftsräume der britischen Fernsehserie Downton Abbey wurden, ebenso wie die Schlafzimmer, in den Ealing Studios aufgebaut, sodass nicht alle Aufnahmen auf Highclere Castle entstanden.
Auch wenn die Besitzer des Studiogeländes mehrmals seit 1902 wechselten, gelten die Ealing Studios als das älteste kontinuierlich betriebene Filmstudio der Welt.

## Alle Ealing-Komödien der klassischen Phase
- 1947: Auf ihn mit Gebrüll (Hue and Cry)
- 1948: Another Shore
- 1949: Blockade in London (Passport to Pimlico)
- 1949: Das Whisky-Schiff (Whisky Galore!)
- 1949: Adel verpflichtet (Kind Hearts and Coronets)
- 1949: Kampf ums Geld (A Run for Your Money)
- 1950: The Magnet
- 1951: Das Glück kam über Nacht (The Lavender Hill Mob)
- 1951: Der Mann im weißen Anzug (The Man in the White Suit)
- 1952: His Excellency
- 1953: Der Titfield-Express (The Titfield Thunderbolt)
- 1953: Meet Mr. Lucifer
- 1954: Liebeslotterie (The Love Lottery)
- 1954: Der alte Kahn (The 'Maggie' )
- 1955: Meine bessere Hälfte (Touch and Go)
- 1955: Ladykillers (The Ladykillers)
- 1956: Who Done It?
- 1957: Kapitän Seekrank (Barnacle Bill)
- 1958: Davy